# Јужнобачки управни округ
Јужнобачки округ се налази у Панонској низији, у јужној Бачкој и северном Срему. Површина округа је 4.016 km² (18,7% територије Војводине, 4,5% територије Србије). Према подацима са последњег пописа 2022. године у округу је живело 607.178 становника
Седиште округа је и административни центар Аутономне Покрајине Војводине, Нови Сад.

## Градови и општине
Јужнобачки управни округ са седиштем у Новом Саду, обухвата територију Града Новог Сада и општина: Бачки Петровац, Бачка Паланка, Сремски Карловци, Темерин, Тител, Беочин, Бечеј, Бач, Врбас, Жабаљ и Србобран.
- Јужнобачки округ у Војводини
- Градови и општине Јужнобачког округа

|                  | Површина у ² | Број насеља | Број становника према попису из 1991 | Број становника према попису из 2002 | Број становника према попису из 2011 | Број становника према попису из 2022 |
| ---------------- | ------------ | ----------- | ------------------------------------ | ------------------------------------ | ------------------------------------ | ------------------------------------ |
| Јужнобачки округ | 4.016        | 77          | 543.878                              | 593.666                              | 615.371                              | 607.454                              |
| Бач              | 365          | 6           | 16.559                               | 16.268                               | 14.405                               | 11.619                               |
| Бачка Паланка    | 579          | 14          | 58.037                               | 60.966                               | 55.528                               | 48.667                               |
| Бачки Петровац   | 158          | 4           | 15.293                               | 14.681                               | 13.418                               | 11.631                               |
| Беочин           | 186          | 8           | 14.693                               | 16.086                               | 15.726                               | 11.631                               |
| Бечеј            | 486          | 5           | 42.111                               | 40.987                               | 37.351                               | 30.968                               |
| Врбас            | 376          | 7           | 45.803                               | 45.852                               | 42.092                               | 36.957                               |
| Жабаљ            | 400          | 4           | 25.404                               | 27.513                               | 26.134                               | 24.036                               |
| Нови Сад         | 699          | 16          | 261.121                              | 299.294                              | 341.625                              | 367.121                              |
| Србобран         | 284          | 3           | 17.172                               | 17.855                               | 16.317                               | 14.478                               |
| Сремски Карловци | 51           | 1           | 7.403                                | 8.839                                | 8.750                                | 7.925                                |
| Темерин          | 170          | 3           | 24.386                               | 28.275                               | 28.287                               | 25.932                               |
| Тител            | 262          | 6           | 15.896                               | 17.050                               | 15.738                               | 14.111                               |

## Етничке групе
| Етничка група | попис 2002 | попис 2002 | попис 2011 | попис 2011 |
| Етничка група | Број       | %          | Број       | %          |
| ------------- | ---------- | ---------- | ---------- | ---------- |
| Срби          | 409.988    | 69,06%     | 445.270    | 72,36%     |
| Мађари        | 55.128     | 9,29%      | 47.850     | 7,78%      |
| Словаци       | 27.640     | 4,66%      | 24.670     | 4,01%      |
| Црногорци     | 17.340     | 2,92%      | 11.378     | 1,85%      |
| Роми          | 6.053      | 1,02%      | 10.482     | 1,70%      |
| Хрвати        | 12.040     | 2,03%      | 10.022     | 1,63%      |
| Русини        | 7.443      | 1,25%      | 6.974      | 1,13%      |
| Југословени   | 15.959     | 2,69%      | 3.642      | 0,59%      |
| Укупно        | 593.666    |            | 615.371    |            |

## Култура
Прве српске основне школе подигнуте су у Бечеју и Змајеву 1703. године, а у Сремским Карловцима прва српска гимназија 1791. године.
У Новом Саду се налази седиште Матице српске, најстарије културно-научне установе српског народа. Матица српске је основана у Пешти, а у Нови Сад пресељена је 1864. године. У Новом Саду се налази и Српско народно позориште, подигнуто 1861. године.

## Привреда
У Јужнобачком округу развијена је хемијска индустрија и прерада нафте, индустрија машина, алата и електропорцелана, текстилна индустрија, прехрамбена индустрија и грађевинарство. Од пољопривредних култура гаје се пшеница, кукуруз, соја, сунцокрет и шећерна репа.